# Hessed
Hessed (en hébreu : חֶסֶד, romanisé ḥesed) est un mot hébreu parfois transcrit par chesed. Dans son sens positif, le mot est utilisé pour parler de bonté ou d'amour entre les personnes, de piété des personnes envers Dieu ainsi que d'amour ou de miséricorde de Dieu pour l'humanité. Il est fréquemment utilisé dans les Psaumes dans ce dernier sens, où il est traduit traditionnellement par "miséricorde".
Dans la théologie juive, l'amour de Dieu pour les enfants d'Israël est également utilisé, et dans l'éthique juive (Moussar), il est utilisé pour l'amour ou la charité entre les hommes. Dans ce sens, Hessed signifie "charité" et est considéré comme une vertu en soi, ainsi que pour sa contribution à la tikkun olam (réparation du monde). Il est également considéré comme le fondement de nombreux commandements religieux pratiqués par les juifs traditionnels, en particulier les commandements interpersonnels.
Hessed est également l'un des dix Sephirot de l'arbre de vie kabbalistique. Il associe la bonté et l'amour et constitue le premier des attributs émotifs des sephirot.

## Étymologie et traductions
La racine verbale hasad semble avoir la signification première de "désireux et ardent désir", utilisé à la fois dans le sens de "bon, gentil" et de "honteux, mépris". Le mot hesed hérite des deux sens, d'un côté "zèle, amour, bonté envers autrui" et de l'autre "zèle, ardeur contre autrui; envie, reproche". Néanmoins, la valeur négative est bien plus rare.
Dans son aspect positif, on parle de bienveillance, de miséricorde ou de pitié entre personnes, de piété de personnes envers Dieu, ainsi que de grâce, de faveur ou de miséricorde de Dieu envers les hommes, ou des hommes entre eux.
Le mot est donc difficile à traduire, en français comme en anglais. Voici un exemple de traductions des onze occurrences de hesed dans le livre de la Genèse :
- traduction du rabbinat : faveur(s) (x3) être favorable (x2), grâce, bienveillance, bien agir, bonté, service, affection
- Bible de Jérusalem: faveur (x2), bon /bonté (x2),miséricorde (x2), amitié, affection,bienveillance (x3)
- L.Segond : grâce (x2), trouver grâce, bienveillance (x3), miséricorde(x2), bonté (x4)

On ne s'étonnera pas que ces diverses traductions ne correspondent quasiment jamais au même passage en hébreu.
- Chouraqui utilise systématiquement pour hesed un néologisme fabriqué pour la circonstance, le mot "chérissement" qui présente l'avantage de rendre toujours le mot hébreu par un mot français, tout en se rapprochant largement d'un terme important du "Nouveau Testament", agapè (amour humain au sens large)
- La Septante traduit hesed dans la Genèse par ἔλεος   éléos (idée de miséricorde , de compassion, 6 fois) et par δικαιοσύνη   dikaiosunè (idée de justice, 4 occurrences); avec une unique occurrence de ἐλεημοσύνη éléèmosunè  (idée de compassion) qui n'est pas sans rappeler les deux termes précédents plus employés.

### Traductions en anglais
Hesed se trouve 248 fois dans la Bible hébraïque. Dans la majorité des cas (149 fois), la traduction de la Bible dans King James est mercy , " miséricorde ", à la suite du éléos de la LXX . Les traductions moins fréquentes sont:  kindness  (Gentillesse " 40 fois), lovingkindness ("miséricorde, bonté" 30 fois), goodness (" bonté " 12 fois), kindly ("gentiment" 5 fois), mercifull ("miséricordieux" 4 fois), "faveur" (3 fois) et "bien", "bienveillance", "pitié" (une fois chacun).
Dans le texte, seuls deux exemples du nom dans son sens négatif sont traduits par "reproche" dans Psaume 57 (56) : 3 et "chose mauvaise" dans Lévitique 20 : 17 (Code de sainteté).
La traduction de la bonté aimante en KJV est tirée de la Bible de Coverdale de 1535. Cette traduction est utilisée exclusivement à partir d'attributs utilisés de l'attitude bienveillante de YHWH ("le SEIGNEUR ") ou Élohim ("Dieu") envers ses élus, principalement invoqués dans les Psaumes (23 fois), mais aussi chez les prophètes, quatre fois dans Jérémie, deux fois dans Esaïe 63:7 et une fois dans Osée 2:19.
Bien que la "bonté" soit aujourd'hui considérée comme quelque peu archaïque, elle fait partie de l'interprétation traditionnelle des Psaumes dans les traductions de la Bible en anglais,. Certaines traductions plus récentes utilisent "l'amour inébranlable" là où KJV utilise "la bonté".
La Septante a traduit méga eleos par "grande miséricorde", en latin misericordia. À titre d’exemple de l’utilisation du hesed dans les Psaumes, considérons sa présence notable au début du Psaume 51 (50) (חָנֵּנִי אֱלֹהִים כְּחַסְדֶּךָ, lit. « sois favorable à moi, Elohim, comme ta ,hesed ») :
- ἐλέησόν με ὁ θεός κατὰ τὸ μέγα ἔλεός σου (LXX);
- Miserere mei, Deus, secundum misericordiam tuam (Vulgate);
- "Dieu, aie pitié de moi, par ta grande miséricorde (greet merci)." (Wycliffe 1388);
- "Aie pitié de moi, ô Dieu, après tes bontés (goodnes)" (Bible de Coverdale 1535);
- "Aie pitié de moi, ô Dieu, selon ton aimante bonté (louing kindnesse)" (LSG 1611);
- "Aie pitié de moi, ô Dieu, selon ton amour bienveillant (lovingkindnesse)" (LSG 1769, RV 1885, ASV 1901);
- " Favorise-moi, ô Dieu, selon ta bonté (kindness)" (YLT 1862);
- " Aie pitié de moi, mon Dieu, selon ton amour inébranlable (steadfast love)" (RSV 1952);
- "Aie pitié de moi, ô Dieu, selon ton amour indéfectible (steadfast love)" (New Revised Standard Version, NRSV, 1989).

Dans le judaïsme, le mot "amour " est souvent utilisé comme une traduction plus courte,,.
Le théoricien politique Daniel Elazar a suggéré que "chesed" ne peut pas facilement être traduit en anglais, mais que cela signifie quelque chose comme "amour engagement obligation".
Parmi les autres suggestions figurent "grâce" et "compassion".

## Éthique juive
Dans la littérature musar (en) traditionnelle (littérature éthique), le Chesed est l'une des principales vertus. Le rabbin tannaïque Simon le Juste a enseigné: "Le monde repose sur trois choses: la Torah, le service à Dieu et l'offrande de la bonté" (Pirkei Avot 1:2). Chesed est ici la vertu éthique fondamentale.
Une déclaration du rabbin Simlai dans le Talmud affirme que "la Torah commence par chesed et se termine par chesed". Cela peut signifier que "toute la Torah est caractérisée par un chesed, c’est-à-dire qu’elle présente une vision de la vie idéale dont les objectifs sont un comportement caractérisé par la miséricorde et la compassion".
Alternativement, cela peut faire allusion à l'idée que le don de la Torah elle-même est l'acte par excellence du chesed.
Dans le traité kabbalistique Le Palmier de Deborah de Moïse ben Jacob Cordovero, les actions sont entreprises à l’imitation des qualités de Chesed :
- aimer Dieu si complètement qu'on n'abandonnera jamais son service pour quelque raison que ce soit;
- fournir à un enfant tout ce dont il a besoin pour subvenir à ses besoins et aimer l'enfant;
- circoncire un enfant (Brit Milah);
- visiter et guérir les malades;
- donner la charité aux pauvres;
- offrir l'hospitalité aux étrangers;
- s'occuper des morts;
- amener une mariée à la cérémonie de mariage chuppah;
- faire la paix entre une personne et une autre personne.

Une personne qui incarne chesed est connue sous le nom de chasid (hasid, חסיד), une personne qui est fidèle à l'alliance et qui va « au-delà de ce qui est normalement requis » et un certain nombre de groupes dans l'histoire juive qui se sont attachés à aller "au-dessus et au-delà", se sont appelés chasidim. Ces groupes incluent les hassidiens de la période du Second Temple, les hassidim maimonidiens de l'Egypte et de la Palestine médiévales, les Chassidei Ashkenaz dans l'Europe médiévale et le mouvement hassidique né au XVIIIe siècle en Europe orientale.

### Organismes de bienfaisance
En hébreu moderne, חסד peut prendre le sens de « charité », et une « institution hesed » dans le judaïsme moderne peut faire référence à toute organisation caritative dirigée par des groupes ou des individus religieux juifs. Les organismes de bienfaisance décrits comme des "institutions hesed" comprennent :
- Les organisations Bikur cholim, dédiées à la visite et au soin des malades et de leurs proches;
- Gemach (en) - une institution dédiée à gemilut chasadim (fournir de la bonté), souvent avec des fonds de prêt gratuits ou en prêtant ou en donnant des types particuliers d’objets (jouets, vêtements, équipement médical, etc.). Ces organisations sont souvent nommées avec un acronyme de Gemilas chasadim tel que Gemach (en) ou GM "CH. Une communauté peut avoir des dizaines d'organisations Gemach uniques (et parfois se chevauchant);
- Les organisations Kiruv (en) - organisations conçues pour accroître la sensibilisation des Juifs non affiliés aux juifs, ce qui est considéré comme une forme de bonté;
- Hatzolah - les organisations de ce nom fournissent généralement des services gratuits pour l'expédition médicale d'urgence et le transport en ambulance d'Ambulancier et de paramédicaux;
- Chevra kadisha - organisations qui prodiguent des soins religieux aux défunts et fournissent souvent une aide logistique à leurs familles en ce qui concerne les autopsies, le transport du corps, les déplacements familiaux d'urgence, les funérailles, la gestion d'un home à Shiva et les soins de personnes en deuil;
- Chaverim Chaverim (en)(littéralement "amis") - les organisations qui portent ce nom offrent généralement une assistance routière gratuite et une aide d'urgence en cas de problèmes mécaniques ou structurels dans des garages privées;
- Groupes Shomrim (en) (gardiens) - groupes de surveillance communautaires.

## Kabbale
Les trois premiers des dix sephirot sont les attributs de l'Intellect, tandis que chesed est la première sephira de l'attribut d'action.
Dans l'arbre de vie kabbalistique, sa position est en dessous de Chokhmah, en face de Gevurah (en) et au-dessus de Netzach. On lui donne généralement quatre chemins: chokhmah, gevurah, tiphereth (en) et netzach (certains kabbalistes placent également un chemin allant de chesed à binah (en)).
Le Bahir. déclare: "Quel est le quatrième (énoncé): Le quatrième est la Justice de Dieu, Sa Miséricorde et Sa Bonté envers le monde entier. C'est la droite de Dieu ". Chesed manifeste la bonté et la gentillesse absolue et illimitée de Dieu.
L'ordre angélique de cette sphère est le Hashmallim (en), dirigé par l'archange Zadkiel. Le Qliphah adverse est représenté par l'ordre démoniaque Gamchicoth (en), dirigé par l'archidémon Astaroth.